# I Like to Score
Albums de Moby
Animal Rights
(1996) Play
(1999)
I Like to Score est une compilation de Moby sortie en 1997. Elle contient des morceaux présents dans des bandes originales de films ou de séries.
On retrouve les nouvelles versions des chansons Go et Ah-Ah parues sur l'album Moby en 1992 et God Moving Over The Face Of The Waters et First Cool Hive de l'album Everything Is Wrong en 1995, tandis que la reprise de Joy Division New Dawn Fades est paru à l'origine sur le single Feeling So Real (également de l'album Everything Is Wrong). Le reste des chansons sont inédites.

## Liste des titres
| No  | Titre                                                     | Films / séries                    | Durée |
| --- | --------------------------------------------------------- | --------------------------------- | ----- |
| 1.  | Novio                                                     | Double Frappe                     | 2:38  |
| 2.  | James Bond Theme (Moby's Re-Version)                      | Demain ne meurt jamais            | 3:21  |
| 3.  | Go (version réenregistrée inédite)                        | Twin Peaks                        | 3:59  |
| 4.  | Ah-Ah (version réenregistrée inédite)                     | Cool World                        | 2:23  |
| 5.  | I Like To Score                                           | Double Frappe                     | 2:20  |
| 6.  | Oil 1                                                     | Le Saint                          | 4:49  |
| 7.  | New Dawn Fades                                            | Heat                              | 5:32  |
| 8.  | God Moving Over The Face Of The Waters (nouvelle version) | Heat                              | 5:44  |
| 9.  | First Cool Hive                                           | Scream                            | 5:39  |
| 10. | Nash                                                      | Double Frappe                     | 1:12  |
| 11. | Love Theme                                                | Bienvenue chez Joe                | 4:35  |
| 12. | Grace                                                     | Space Water Onion (court métrage) | 5:24  |